# Singolo natalizio al numero uno della Official Singles Chart

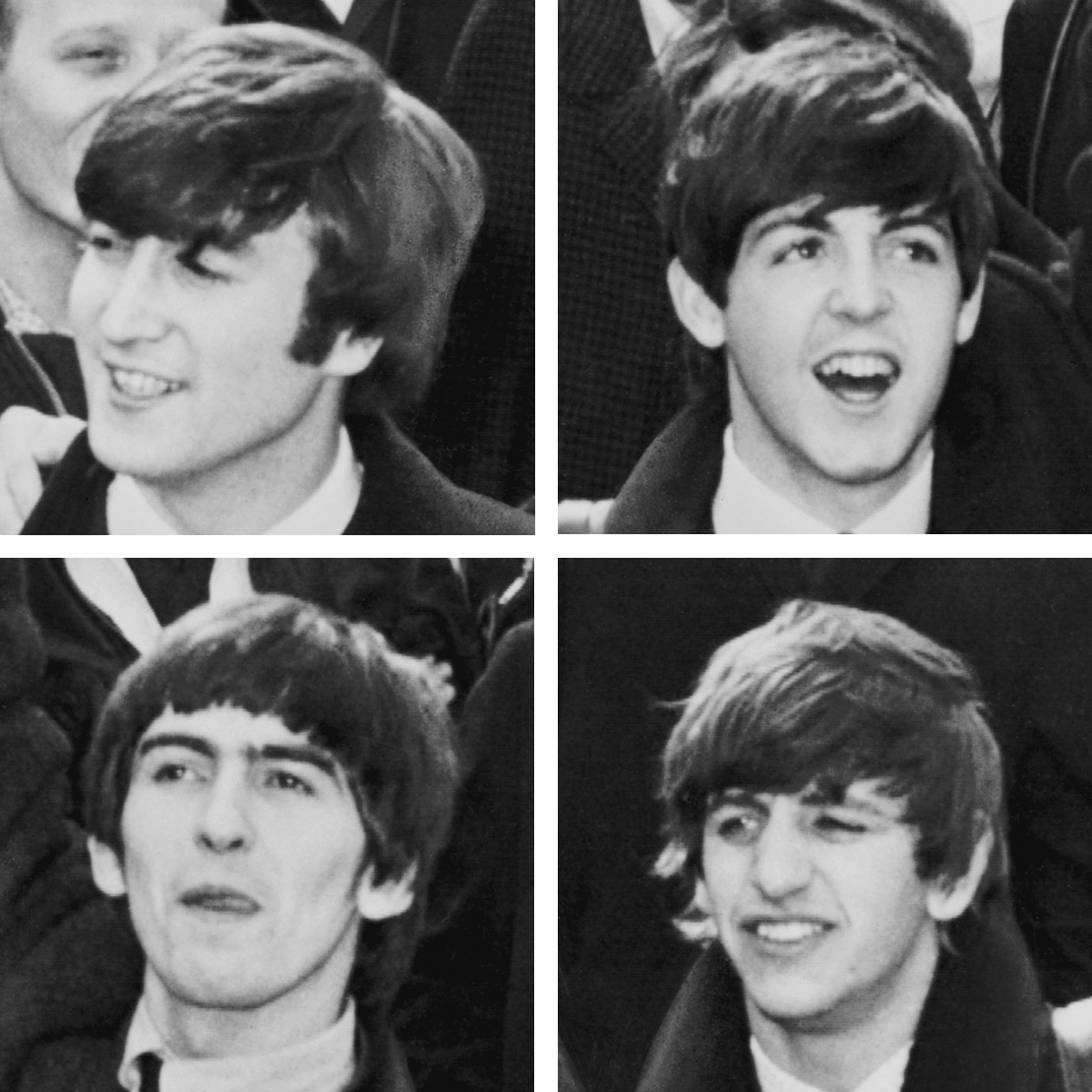
I Beatles riuscirono a inserire quattro singoli al numero uno della casistica britannica. Tale primato verrà superato nel 2022 dai LadBaby.

Nel Regno Unito è consolidata la prassi di voler piazzare un singolo natalizio al numero uno della Official Singles Chart. Tale periodo dell'anno è quello in cui gli artisti britannici aspirano maggiormente a raggiungere la prima posizione delle classifiche. In molti casi quei brani sono canzoni natalizie, novelty e singoli di beneficenza. Sebbene il periodo natalizio sia quello in cui viene venduto il maggior numero di dischi nel Regno Unito, e pertanto i singoli natalizi al numero uno siano spesso i brani più venduti dell'anno in quel Paese, dai primi anni 2000 alcuni di essi raggiungono tale piazzamento perché realizzati da cantanti promossi dai reality show e artisti che hanno preso parte a programmi televisivi di beneficenza. 

## Storia
La Official Singles Chart (un tempo UK Singles Chart) venne stilata per la prima volta nel 1952 da NME e si basa sulle vendite complessive dei singoli nel Regno Unito entro il fine settimana (fino al 2015, la casistica considerava le vendite ottenute dalle tracce da domenica al sabato della settimana seguente; in seguito si decise di considerare i singoli venduti tra il venerdì e il giovedì della settimana successiva).
Prima del 1987 i singoli venivano pubblicati ogni martedì affinché gli addetti ai lavori trovassero tempo a sufficienza per calcolare i risultati delle vendite. I primi artisti che ambirono a raggiungere deliberatamente il primo posto in classifica durante la settimana di Natale furono gli Slade e i Wizzard che, nel 1973, pubblicarono rispettivamente Merry Xmas Everybody e I Wish It Could Be Christmas Everyday. Il brano degli Slade riuscì a svettare nella UK Singles Chart, mentre quello dei Wizzard entrò nella Top 10. Fu però solo dal 1994 che iniziò ad essere annunciato pubblicamente il singolo numero uno il giorno di Natale.
Dal 2002 al 2014 la maggior parte degli artisti britannici che ambivano, e talvolta riuscivano, a ottenere una numero uno natalizio erano quelli che partecipavano ai reality televisivi. Questa tendenza prese piede quando diversi cantanti della trasmissione Popstars: The Rivals riuscirono a inserire i loro brani nella Top 3 della chart britannica a fine anno. Nel 2007 si giunse a parlare così tanto degli aspiranti singoli da numero 1 di Natale realizzati dai concorrenti di X Factor che alcuni allibratori scommisero su quali partecipanti al programma avrebbero invece pubblicato la "numero due di Natale". Nel 2009, in seguito a un'iniziativa nata su Facebook per protesta e mirata a impedire che altri concorrenti dei talent riuscissero a pubblicare una numero uno di Natale, il brano Killing in the Name, scritto nel 1992 dai Rage Against the Machine, divenne la nuova hit natalizia superando così la traccia candidata a tale traguardo di Joe McElderry. In questo modo, i Rage Against the Machine divennero il primo gruppo ad aver ottenuto una numero uno nella classifica del Regno Unito grazie a un brano disponibile solo tramite download. Killing in the Name riuscì a vendere il maggior numero di copie digitali in una settimana nel Regno Unito in assoluto fino a quel momento. Nel 2010 vennero lanciate campagne simili mirate a promuovere artisti come Biffy Clyro, John Cage e i Trashmen che però non ebbero successo.
Nel 2011 le Military Wives e Gareth Malone di I ragazzi del coro riuscirono a superare le vincitrici di X Factor Little Mix e vennero promosse online delle meteore specializzate in brani umoristici e insoliti. Nel 2012 il supergruppo The Justice Collective realizzò una cover di He's My Brother per raccogliere fondi destinati alle vittime della strage di Hillsborough che si piazzò al primo posto durante la settimana di Natale, superando così il brano del concorrente di X Factor James Arthur. Quando, nel 2015, si decise di prendere in considerazione le vendite complessive dei singoli ottenute tra il venerdì e il giovedì, si iniziò ad annunciare la numero uno natalizia il 25 dicembre di ogni anno. Per la prima volta nel corso di un decennio, nessun brano proposto da un concorrente di X Factor riuscì a inserirsi ai primi due posti delle chart a Natale.

## Primati

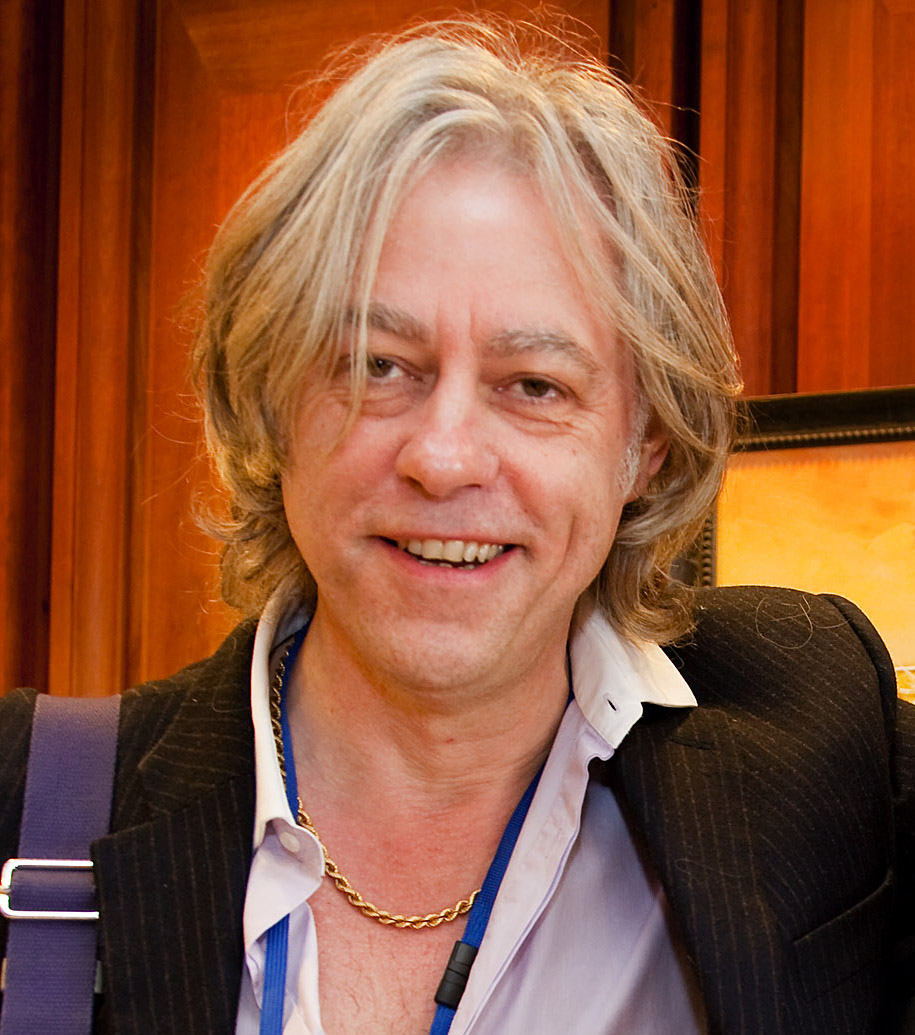
Bob Geldof, la mente dietro il progetto Band Aid

I LadBaby sono gli unici ad essere riusciti a piazzare cinque brani al primo posto in classifica la settimana di Natale. Tale primato spettava precedentemente ai Beatles, che hanno inciso quattro numeri uno da classifica la settimana di Natale. Il quartetto di Liverpool è anche il primo ad essere riuscito a piazzare in due occasioni, ovvero nel 1963 e nel 1967, due brani entrati al primo e al secondo posto della casistica in quel periodo dell'anno. Seppur collaborando con gli Wham! e i Band Aid di Bob Geldof, anche George Michael riuscì a inserire due brani al primo e al secondo posto in classifica nella settimana natalizia del 1984. Anni più tardi, nel 2017 e poi nel 2021, Ed Sheeran fece lo stesso dapprima collaborando con Beyoncé ed Eminem, e poi pubblicando due versioni diverse dello stesso brano in cui figurano Elton John e i LadBaby. Sebbene non sia mai riuscito a pubblicare una hit natalizia come solista, Paul McCartney è entrato nei primissimi posti della classifica di Natale per otto volte con i Beatles e altri artisti. Cliff Richard entrò nella classifica con due brani da solista e altri due dove collabora con gli Shadows e i Band Aid II. Così come avevano fatto anni prima i Beatles, le Spice Girls riuscirono nell'intento di pubblicare tre singoli numero uno di Natale per tre anni consecutivi, dal 1996 al 1998;  nel 2012 il loro membro Melanie C piazzò un singolo al numero uno nello stesso periodo collaborando con i Justice Collective. Anche Robbie Williams riuscì a piazzare tre singoli al numero uno nella chart del Regno Unito durante le festività natalizie collaborando con Nicole Kidman, i Band Aid II e i Band Aid 20. I LadBaby sono gli unici che sono riusciti a pubblicare cinque hit giunte al primo posto della Official Singles Chart a Natale per quattro anni consecutivi.
Bohemian Rhapsody dei Queen, che raggiunse il primo posto nel Natale del 1975 e poi nel 1991, è l'unico disco ad aver raggiunto la vetta due volte. Mary's Boy Child è l'unica canzone ad essere diventata la numero uno di Natale interpretata da due artisti diversi (Harry Belafonte nel 1957 e i Boney M. nel 1978), questo sebbene Do They Know It's Christmas? della Band Aid e le sue successive incarnazioni sia stata la numero uno di Natale per tre volte. La prima versione di Do They Know It's Christmas? è il secondo singolo più venduto nella storia del Regno Unito, mentre Bohemian Rhapsody è il terzo singolo più venduto di tutti i tempi.

## La lista

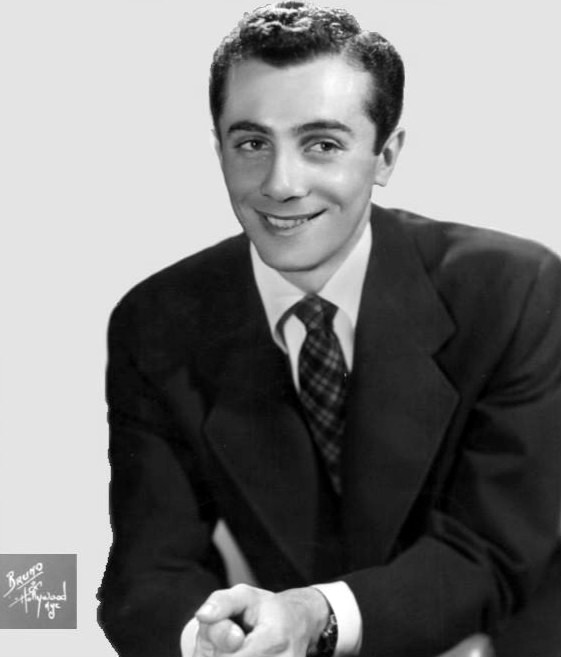
Al Martino

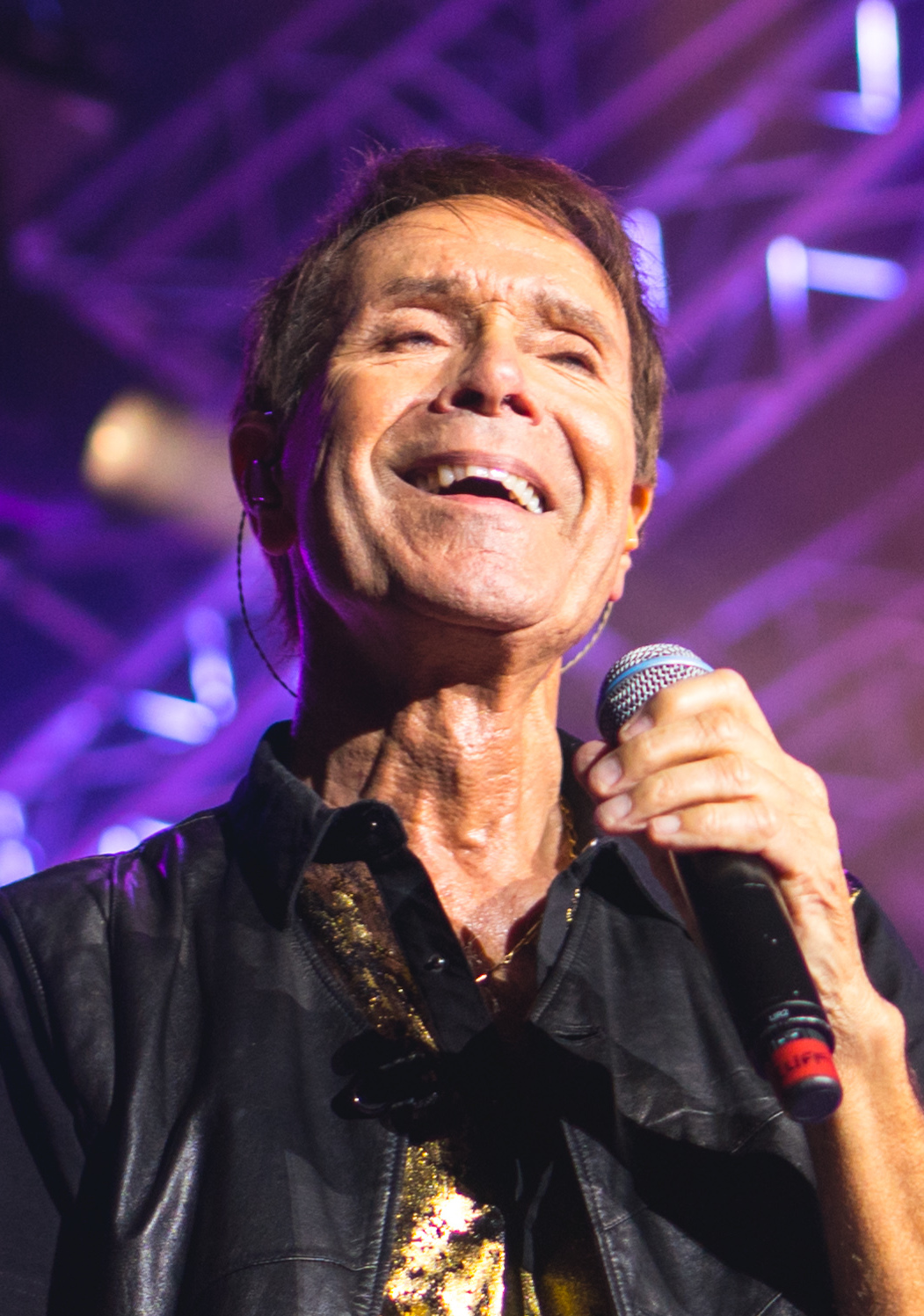
Cliff Richard

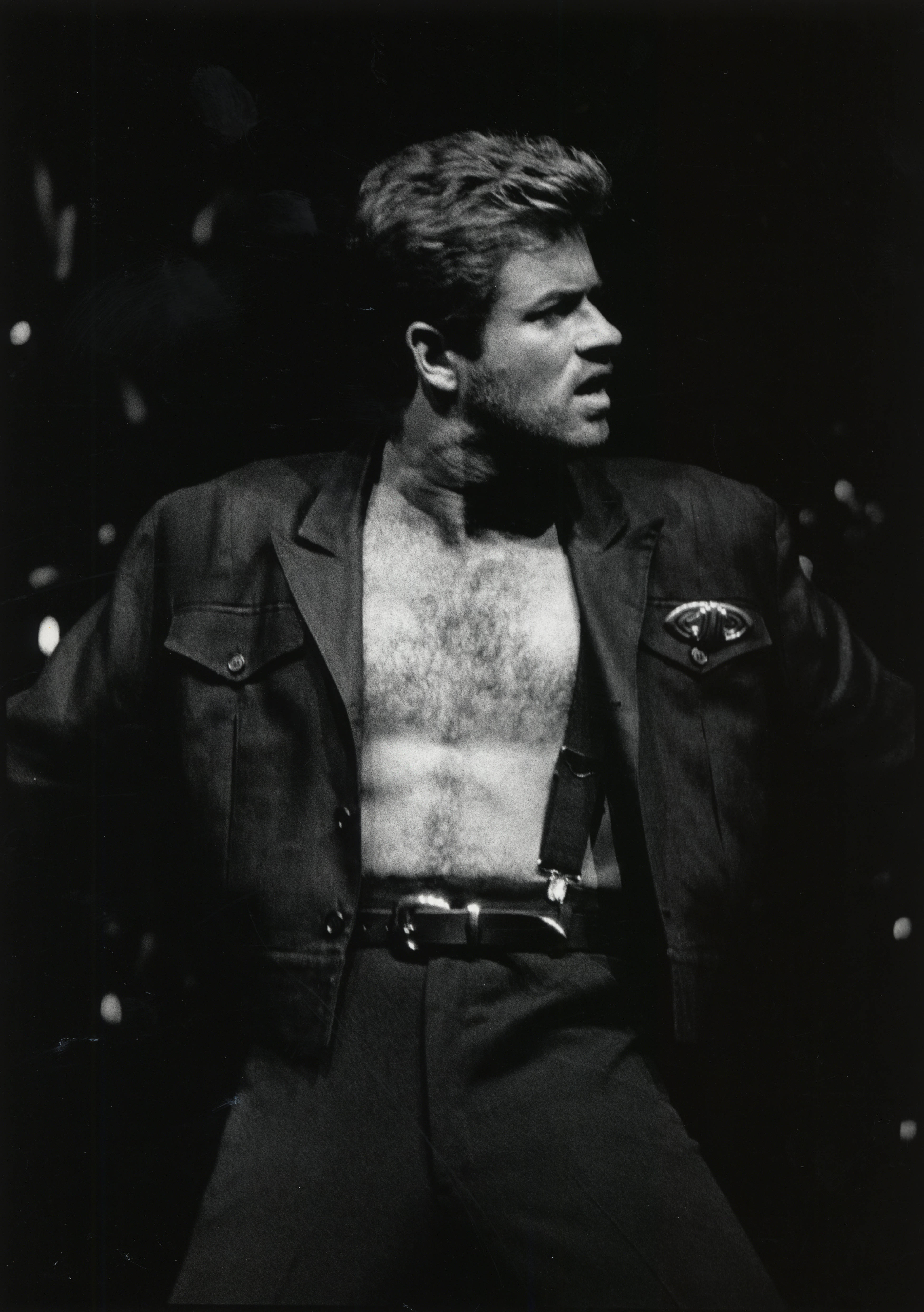
George Michael

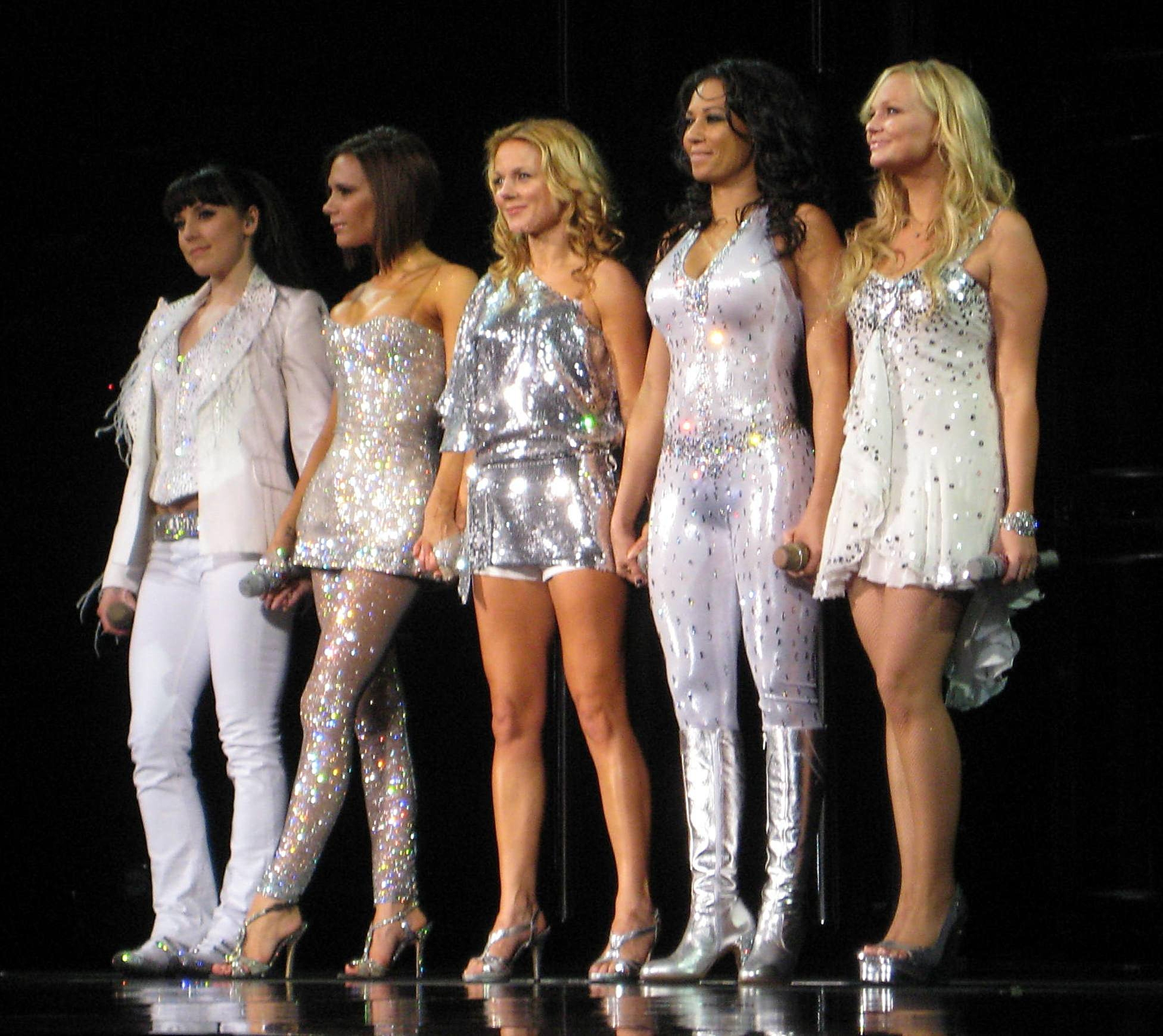
Le Spice Girls

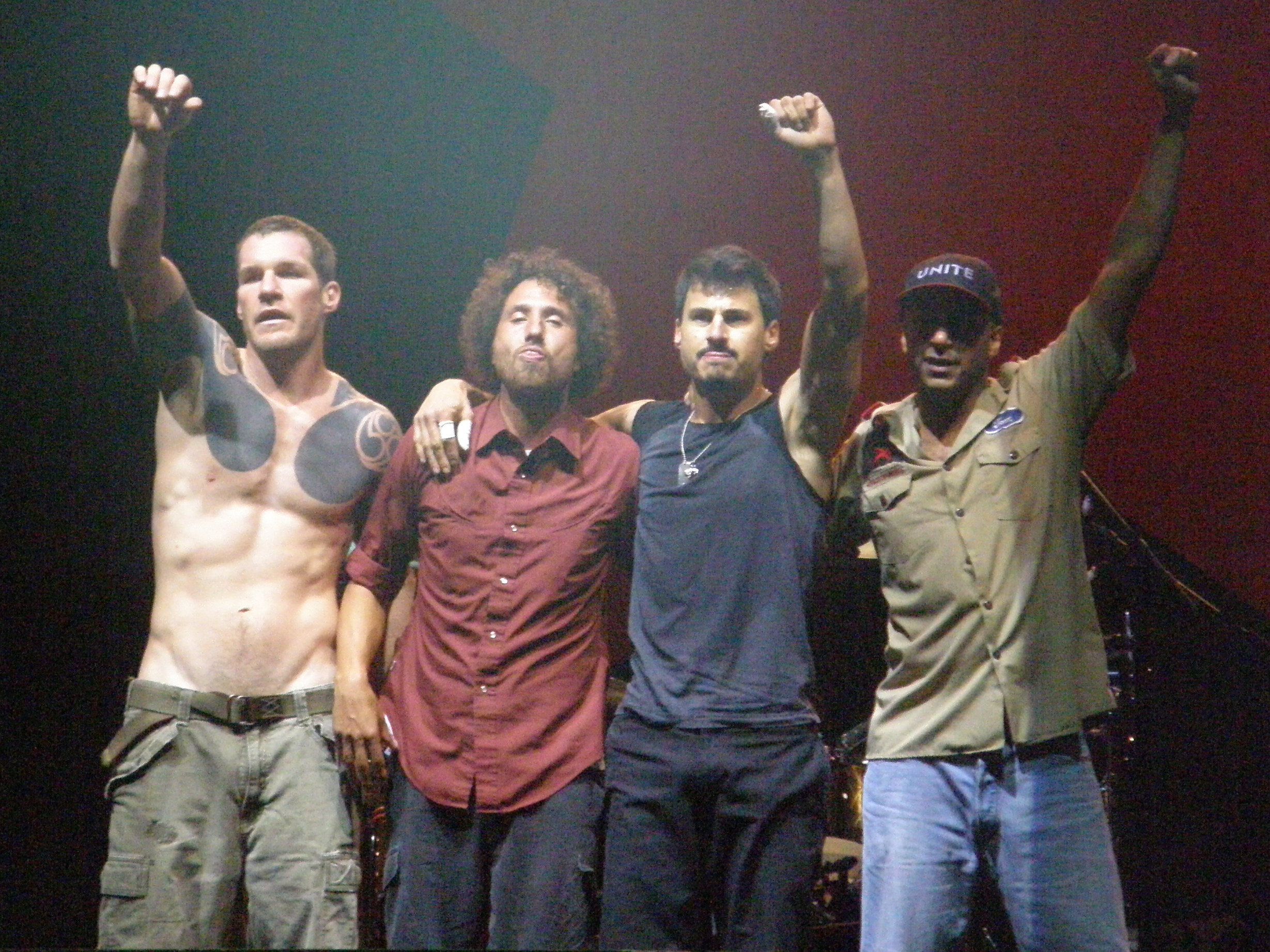
I Rage Against the Machine

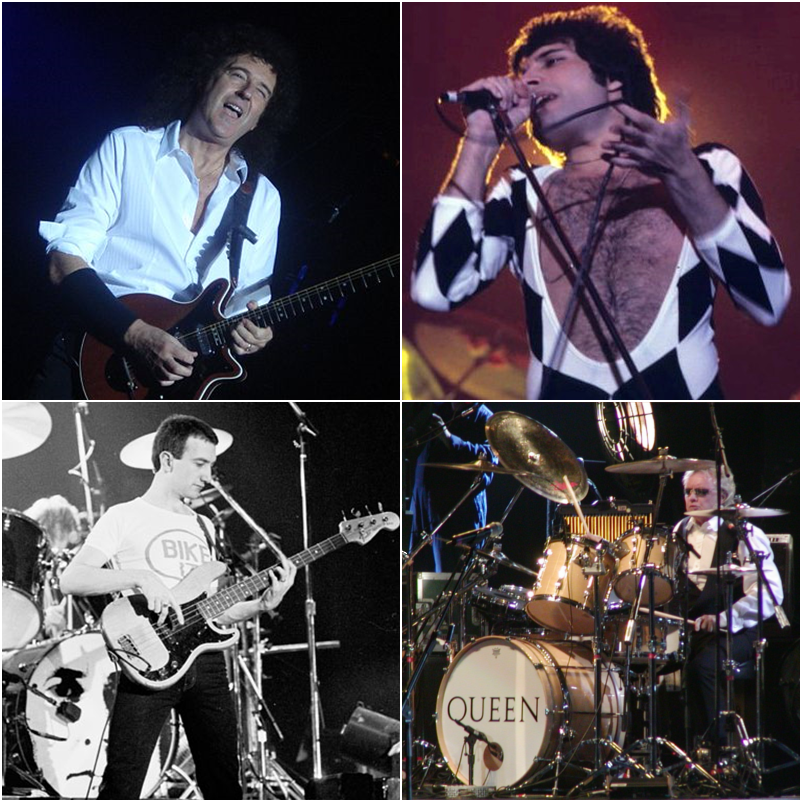
I Queen

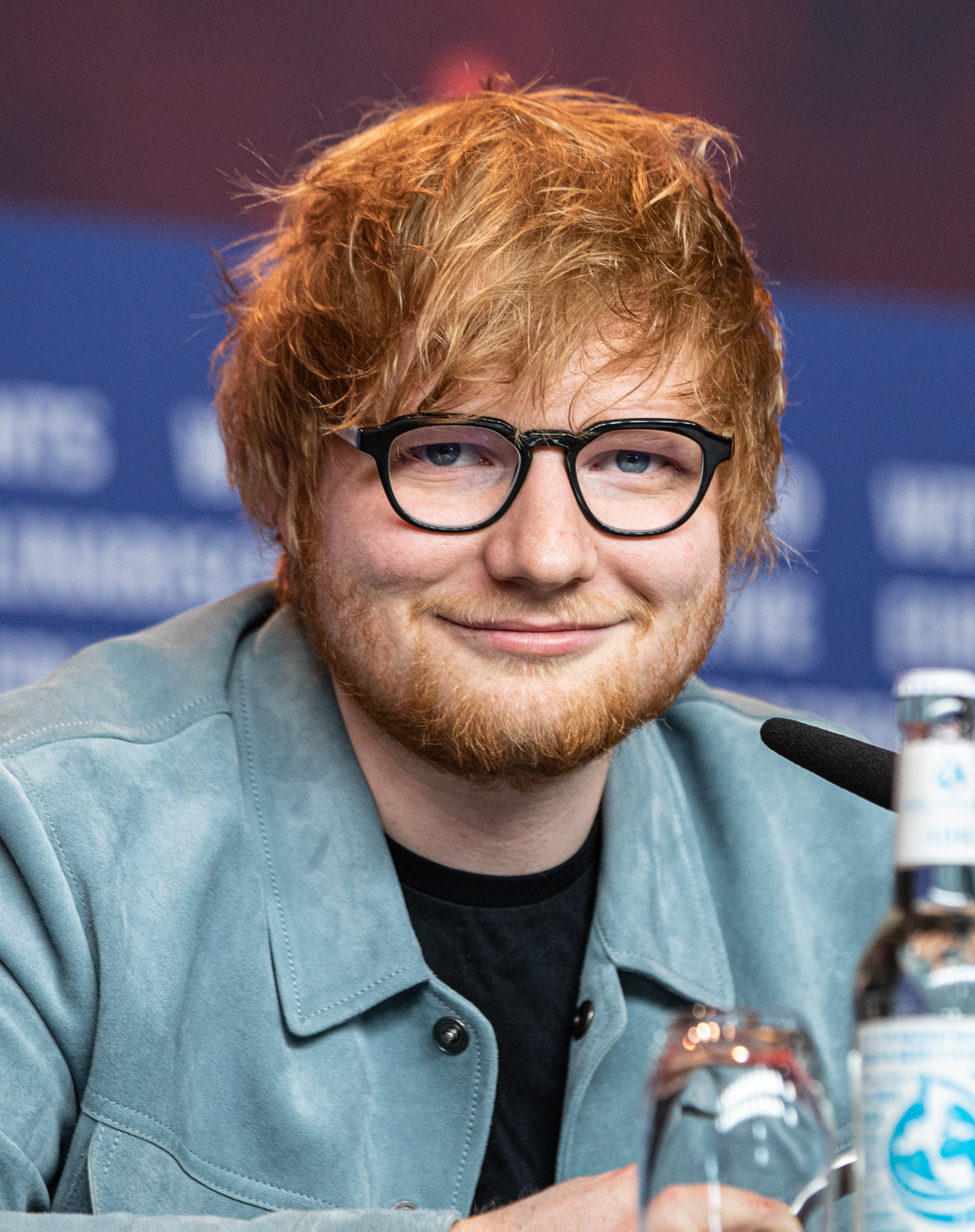
Ed Sheeran

Quella che segue è la lista dei singoli natalizi al numero uno della Official Singles Chart.
| Anno | Artista                                   | Singolo                                             | Settimane al primo posto in classifica |
| ---- | ----------------------------------------- | --------------------------------------------------- | -------------------------------------- |
| 1952 | Al Martino                                | Here in My Heart                                    | 9                                      |
| 1953 | Frankie Lane                              | Answer Me                                           | 8                                      |
| 1954 | Winifred Atwell                           | Let's Have Another Party                            | 5                                      |
| 1955 | Dickie Valentine                          | Christmas Alphabet                                  | 3                                      |
| 1956 | Johnnie Ray                               | Just Walkin' in the Rain                            | 7                                      |
| 1957 | Harry Belafonte                           | Mary's Boy Child                                    | 7                                      |
| 1958 | Conway Twitty                             | It's Only Make Believe                              | 5                                      |
| 1959 | Emile Ford e the Checkmates               | What Do You Want to Make Those Eyes at Me For?      | 6                                      |
| 1960 | Cliff Richard e the Shadows               | I Love You                                          | 2                                      |
| 1961 | Danny Williams                            | Moon River                                          | 2                                      |
| 1962 | Elvis Presley                             | Return to Sender                                    | 3                                      |
| 1963 | The Beatles                               | I Want to Hold Your Hand                            | 5                                      |
| 1964 | The Beatles                               | I Feel Fine                                         | 5                                      |
| 1965 | The Beatles                               | Day Tripper / We Can Work It Out                    | 5                                      |
| 1966 | Tom Jones                                 | Green, Green Grass of Home                          | 7                                      |
| 1967 | The Beatles                               | Hello, Goodbye                                      | 7                                      |
| 1968 | The Scaffold                              | Lily the Pink                                       | 4                                      |
| 1969 | Rolf Harris                               | Two Little Boys                                     | 6                                      |
| 1970 | Dave Edmunds                              | I Hear You Knocking                                 | 6                                      |
| 1971 | Benny Hill                                | Ernie (The Fastest Milkman in the West)             | 4                                      |
| 1972 | Jimmy Osmond                              | Long Haired Lover from Liverpool                    | 5                                      |
| 1973 | Slade                                     | Merry Xmas Everybody                                | 5                                      |
| 1974 | Mud                                       | Lonely This Christmas                               | 4                                      |
| 1975 | Queen                                     | Bohemian Rhapsody                                   | 9                                      |
| 1976 | Johnny Mathis                             | When a Child Is Born                                | 3                                      |
| 1977 | Paul McCartney & Wings                    | Mull of Kintyre / Girls' School                     | 9                                      |
| 1978 | Boney M.                                  | Mary's Boy Child – Oh My Lord                       | 4                                      |
| 1979 | Pink Floyd                                | Another Brick in the Wall (Part 2)                  | 5                                      |
| 1980 | St Winifred's School Choir                | There's No One Quite Like Grandma                   | 2                                      |
| 1981 | The Human League                          | Don't You Want Me                                   | 5                                      |
| 1982 | Renée and Renato                          | Save Your Love                                      | 4                                      |
| 1983 | The Flying Pickets                        | Only You                                            | 5                                      |
| 1984 | Band Aid                                  | Do They Know It's Christmas?                        | 5                                      |
| 1985 | Shakin' Stevens                           | Merry Christmas Everyone                            | 2                                      |
| 1986 | Jackie Wilson                             | Reet Petite                                         | 4                                      |
| 1987 | Pet Shop Boys                             | Always on My Mind                                   | 4                                      |
| 1988 | Cliff Richard                             | Mistletoe and Wine                                  | 4                                      |
| 1989 | Band Aid II                               | Do They Know It's Christmas?                        | 3                                      |
| 1990 | Cliff Richard                             | Saviour's Day                                       | 1                                      |
| 1991 | Queen                                     | Bohemian Rhapsody / These Are the Days of Our Lives | 5                                      |
| 1992 | Whitney Houston                           | I Will Always Love You                              | 10                                     |
| 1993 | Mr Blobby                                 | Mr Blobby                                           | 3                                      |
| 1994 | East 17                                   | Stay Another Day                                    | 5                                      |
| 1995 | Michael Jackson                           | Earth Song                                          | 6                                      |
| 1996 | Spice Girls                               | 2 Become 1                                          | 3                                      |
| 1997 | Spice Girls                               | Too Much                                            | 2                                      |
| 1998 | Spice Girls                               | Goodbye                                             | 1                                      |
| 1999 | Westlife                                  | I Have a Dream / Seasons in the Sun                 | 4                                      |
| 2000 | Bob the Builder                           | Can We Fix It?                                      | 3                                      |
| 2001 | Robbie Williams and Nicole Kidman         | Somethin' Stupid                                    | 3                                      |
| 2002 | Girls Aloud                               | Sound of the Underground                            | 4                                      |
| 2003 | Michael Andrews and Gary Jules            | Mad World                                           | 3                                      |
| 2004 | Band Aid 20                               | Do They Know It's Christmas?                        | 4                                      |
| 2005 | Shayne Ward                               | That's My Goal                                      | 4                                      |
| 2006 | Leona Lewis                               | A Moment like This                                  | 4                                      |
| 2007 | Leon Jackson                              | When You Believe                                    | 3                                      |
| 2008 | Alexandra Burke                           | Hallelujah                                          | 3                                      |
| 2009 | Rage Against the Machine                  | Killing in the Name                                 | 1                                      |
| 2010 | Matt Cardle                               | When We Collide                                     | 3                                      |
| 2011 | Military Wives with Gareth Malone         | Wherever You Are                                    | 1                                      |
| 2012 | The Justice Collective                    | He Ain't Heavy, He's My Brother                     | 1                                      |
| 2013 | Sam Bailey                                | Skyscraper                                          | 1                                      |
| 2014 | Ben Haenow                                | Something I Need                                    | 1                                      |
| 2015 | Lewisham and Greenwich NHS Choir          | A Bridge over You                                   | 1                                      |
| 2016 | Clean Bandit ft. Sean Paul and Anne-Marie | Rockabye                                            | 9                                      |
| 2017 | Ed Sheeran                                | Perfect                                             | 6                                      |
| 2018 | LadBaby                                   | We Built This City                                  | 1                                      |
| 2019 | LadBaby                                   | I Love Sausage Rolls                                | 1                                      |
| 2020 | LadBaby                                   | Don't Stop Me Eatin'                                | 1                                      |
| 2021 | LadBaby ft. Ed Sheeran and Elton John     | Sausage Rolls for Everyone                          | 1                                      |
| 2022 | LadBaby                                   | Food Aid                                            | 1                                      |
| 2023 | Wham!                                     | Last Christmas                                      | 6                                      |